# Stéganographie
Cet article concerne les techniques de dissimulation d'information. Pour l'écriture abrégée, voir Sténographie.
 (mars 2022).
Si vous disposez d'ouvrages ou d'articles de référence ou si vous connaissez des sites web de qualité traitant du thème abordé ici, merci de compléter l'article en donnant les références utiles à sa vérifiabilité et en les liant à la section « Notes et références ».
La stéganographie est la technique consistant à dissimuler une information sensible dans un media de couverture d'apparence anodine (typiquement un signal de type texte, son, image, vidéo, etc.), qui n'éveillera pas les soupçons même s'il est à la vue de tous : seul un destinataire légitime saura qu'il y a là une information pour lui. C'est un mot issu du grec ancien στεγανός / steganós (« étanche, hermétique ») et γραφή / graphế (« écriture »). Relèvent par exemple de la stéganographie La Lettre volée, le micropoint, l'encre invisible, le tatouage numérique ou, de façon plus anodine, les échanges codés de phrases banales par des couples d'artistes comme Myr et Myroska.
Elle se distingue de la cryptographie qui cherche à rendre un contenu inintelligible à autre que qui-de-droit, les deux techniques étant souvent combinées pour éliminer l'inconvénient de la cryptographie : un texte codé est visiblement louche et le destinataire comme l'émetteur sont suspects.
Pour prendre une métaphore, la stéganographie consisterait à cacher son argent dans une statue de son jardin là où la cryptographie consisterait à l'enfermer dans un coffre-fort, et la combinaison des deux, la dissimulation du coffre-fort dans une statue.

## Histoire
Dans ses Histoires, l'historien grec Hérodote (484-445 av. J.-C.) rapporte ainsi une anecdote qui eut lieu au moment de la seconde guerre médique. En 484 av. J.-C., Xerxès Ier, roi des Perses, décide de préparer une armée gigantesque pour envahir la Grèce (Livre VII, 5-19). Quatre ans plus tard, lorsqu'il lance l'offensive, les Grecs sont depuis longtemps au courant de ses intentions. C'est que Démarate, ancien roi de Sparte réfugié auprès de Xerxès, a appris l'existence de ce projet et décide de transmettre l'information à Sparte (Livre VII, 239) : 

« il prit une tablette double, en gratta la cire, puis écrivit sur le bois même les projets de Xerxès ; ensuite il recouvrit de cire son message : ainsi le porteur d'une tablette vierge ne risquait pas d'ennuis. »

Un autre passage de la même œuvre fait également référence à la stéganographie : au paragraphe 35 du livre V, Histiée incite son gendre Aristagoras, gouverneur de Milet, à se révolter contre son roi, Darius, et pour ce faire, 

« il fit raser la tête de son esclave le plus fidèle, lui tatoua son message sur le crâne et attendit que les cheveux eussent repoussé ; quand la chevelure fut redevenue normale, il fit partir l'esclave pour Milet. »

En Chine, on écrivait le message sur de la soie, qui ensuite était placée dans une petite boule recouverte de cire. Le messager avalait ensuite cette boule.
Dès le Ier siècle av. J.-C., Pline l'Ancien décrit comment réaliser de l'encre invisible (ou « encre sympathique »). Les enfants de tous les pays s'amusent à le faire en écrivant avec du lait ou du jus de citron : le passage de la feuille écrite sous une source chaude (fer à repasser chaud, flamme de bougie...) révèle le message.
Dans son ouvrage Cryptographia oder Geheime Schrifft-münd-und Würkliche Correspondendentz (1684), Johannes Balthasar Friderici nous montre un dessin apparemment anodin (page de gauche) mais il contient un message secret. Ce dernier est codé par les fenêtres de l'immeuble : WIR HABEN KEIN PULVER MEHR (nous n'avons plus de poudre) avec la correspondance visible sur la page de droite :

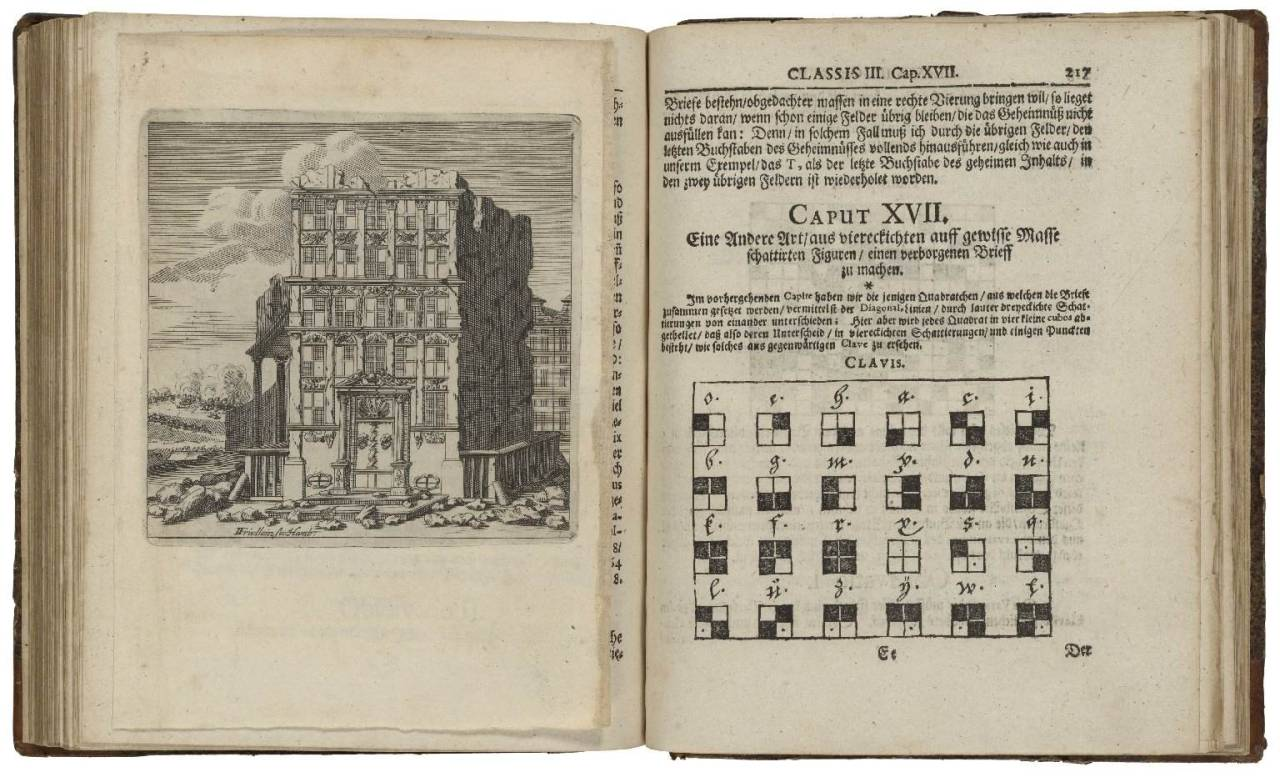
Codage d'un texte au sein d'une image avec les fenêtres d'un immeuble

Dans son roman La Mère, Maxime Gorki décrit une méthode permettant de faire passer discrètement des tracts aux ouvriers d’une usine (dans un contexte de répression patronale et policière) : une femme s’en sert pour emballer les beignets qu’elle vend à l’entrée de l’usine.
Durant la Seconde Guerre mondiale, les agents allemands utilisaient la technique du micropoint de Zapp, qui consiste à réduire la photo d'une page en un point d'un millimètre ou même moins. Ce point est ensuite placé dans un texte normal. Le procédé est évoqué dans une aventure de Blake et Mortimer, S.O.S. Météores. Il reçoit aussi une belle illustration dans le film de Claude Pinoteau, Le Silencieux.
Un couple célèbre d'artistes de music-hall des années 1960, Myr et Myroska, communiquait les yeux bandés, en apparence par « transmission de pensée » et, en réalité, par un astucieux procédé stéganographique à base de phrases codées (dont, en particulier, des variantes de la phrase : « Myroska, êtes-vous avec moi ? »).
Un article paru dans USA today en 2002 évoque la possible utilisation de techniques stéganographiques par Oussama Ben Laden,. La secte Boko Haram semble y avoir eu en effet recours. Cette affirmation a pu servir à justifier la politique sécuritaire américaine. Cependant, l'usage de la stéganographie par les groupes terroristes est évoqué comme un fait dans le Rapport à l'Assemblée Nationale de Jean-Jacques Urvoas.
En 2011, le ver informatique Duqu utilise la stéganographie.

## Méthodes
Supposons, pour notre exemple, que, durant la Seconde Guerre mondiale, une résistante, Alice, doive envoyer tous les jours le nombre de bateaux en rade de Marseille à son correspondant à Paris, Bob. Ils conviennent qu'Alice enverra tous les jours à Bob les prix moyens de divers fruits observés sur le marché de Marseille. Il faut, bien sûr, qu'un agent ennemi, Wendy, 
- ne puisse découvrir le contenu caché ;
- ne puisse même savoir qu'un contenu est caché ;
- ne puisse empêcher la transmission d'un contenu caché éventuel ;
- ne puisse envoyer une fausse information en se faisant passer pour Alice.

### Création d'un contenu ad hoc
Alice peut envoyer un message contenant :
- Poires : 0
- Cerises : 0
- Pommes : 1
- Tomates : 3
- Courgettes : 2

Bob découvrira qu'il y a, ce jour-là, 132 bateaux.
La technique informatique citée ci-dessus comme Codage sous forme d'une apparence de spam s'apparente à cette méthode.
L'avantage de la méthode est qu'Alice pourra envoyer à Bob une information très longue. Toutefois, la méthode ne peut être utilisée qu'une seule fois car Wendy pourra rapidement se rendre compte du procédé.

### Modifications mineures d'un contenu existant
Alice peut envoyer un message contenant :
- Poires : 4.00
- Cerises : 12.00
- Pommes : 5.01
- Tomates : 3.23
- Courgettes : 10.02

Les techniques informatiques décrites ci-dessous dans les rubriques
Usage des bits de poids faible d'une image (LSB) et
Modulation fine d'un texte écrit correspondent à cette technique.
L'avantage de la méthode est qu'Alice pourra envoyer à Bob une information relativement longue. Toutefois, Wendy pourrait comparer les prix transmis avec les prix réels (dans le cas du procédé LSB, faire une comparaison bit à bit), pourrait s'étonner d'une précision superflue, pourrait interdire une trop grande précision (cf. plus bas : stérilisation).

### Dissimulation dans un élément annexe au contenu
Alice peut, le lundi, envoyer un message contenant :
- Poires : 4
- Cerises : 12
- Pommes : 6
- Tomates : 3
- Courgettes : 10

et, le mardi, dans un ordre différent (Alice étant fantasque), mais avec des prix parfaitement exacts :
- Cerises : 12
- Poires : 4
- Tomates : 3
- Pommes : 6
- Courgettes : 10

Le contenu réel du message est dissimulé dans la variation de l'ordre des fruits par rapport à l'ordre de la veille.
L'inconvénient de la méthode est que le message est relativement limité en taille. Si Alice se limite à 5 fruits, elle peut transmettre chaque jour à Bob une valeur comprise entre 1 et 120 (factorielle de 5). L'avantage réside dans la difficulté pour Wendy de repérer l'existence du procédé stéganographique.
Une technique informatique correspondante consiste à maintenir une image intacte mais à y incorporer une table des couleurs ou palette construite dans un ordre qui paraît arbitraire. Le contenu caché peut être une clef donnant accès à un message plus long. En outre, le contenu doit normalement inclure un procédé (généralement un checksum) permettant de vérifier sa validité. L'image qui sert de vecteur à un contenu caché peut être un extrait d'une image connue mais ne peut jamais être sa reproduction exacte, au risque de permettre par comparaison de révéler l'utilisation d'une technique stéganographique.

## Contre-mesures
Cette technique est à risque mesuré dans la mesure où il s'applique à l'information. Son point faible réside donc dans la transmission et la diffusion de cette information.
Une société qui désire contrer l'usage de la stéganographie essayera d'empêcher, de modifier ou de détruire la transmission, la diffusion ou le message lui-même. Par exemple, en interdisant tous contenus arbitraires, abstraits, interprétables, nuancés, fantaisistes, fantasques, poétiques, etc. Elle imposera le respect de critères formels stricts. Ou, au contraire, s'efforcera, dans le secret, de stériliser toutes les informations (cf. paragraphe sur l'imagerie) à des points clés de la transmission des informations (offices postaux, …). Ce risque de manipulations est encore plus grand avec l'informatique dans la mesure où les interventions humaines sont moins nombreuses assurant ainsi la discrétion des mesures de coercition et les possibilités d'intervention plus grandes (piratage, cheval de Troie…). La destruction systématique de toute information ou des diffuseurs ou récepteurs est sans doute le plus vieux procédé dont la fiabilité n'est pas assurée (de par sa non-exhaustivité dans la pratique ; l'information étant humainement vitale).
Dans l'exemple ci-dessus, elle supprimera l'usage de décimales, imposera un ordre alphabétique, interdira les messages dont le contenu ou la langue ne sont pas compris par un préposé, etc.
De nos jours, la stéganographie peut être utilisée à deux fins distinctes : les communications humaines (humains à humains) et machines (machines à machines). Dans les deux cas de figure, il faut au strict minimum qu'il y ait deux parties : un émetteur et un receveur. Cependant, les deux peuvent ne pas se trouver dans le même « espace-temps ». Autrement dit, rien n'empêche de communiquer une information à un tiers n'existant pas encore. Il n'est donc pas improbable de trouver des messages dissimulés jadis. La problématique des contre-mesures à adopter prend alors une tout autre dimension.
La transmission de l'information étant naturelle et vitale à toute société humaine, il n'est pas envisageable de la détruire intégralement (d'où son efficacité limitée intrinsèquement). En revanche, dans le cas des communications machines, des moyens efficaces et terriblement dangereux existent (tels que le nucléaire via la destruction de tout dispositif électronique par ondes électromagnétiques…). Cette contre-mesure extrémiste mettrait à mal toute la société visée. La stéganographie peut être utilisée comme moyen de coercition dans le cadre de communications machines. Par exemple, les virus informatiques et certaines techniques de piratage peuvent en revêtir une forme. La technique du trojan en est également une.
Si l'on occulte les possibilités extrémistes, le meilleur moyen coercitif reste la modification de toute information transmise entre humains ou machines par interventions discrètes ou radicales et non leur destruction.

## Contre «contre-mesures»
La coercition a l'inconvénient d'engendrer systématiquement des moyens de la contourner, et ce, sans fin envisageable (de par la nécessité de l'information).
La redondance de l'information, des transmissions ou de la diffusion reste le moyen de lutte le plus simple.
L'autre est de ne pas cacher l'information ou de la noyer. Par exemple, cacher de l'information inutile dans un message ouvert utile : le réflexe étant alors de se focaliser sur l'information cachée plutôt que d'admettre l'évidence du message en clair.
Actuellement, à la vue de la quantité du flot continu d'informations qui inonde nos sociétés modernes, il est mathématiquement impossible d'empêcher l'utilisation de la stéganographie qui a l'avantage de pouvoir revêtir d'innombrables formes cumulatives.

## Techniques rendues possibles par l'ordinateur

### Message transporté dans une image

#### Usage des bits de poids faible d'une image

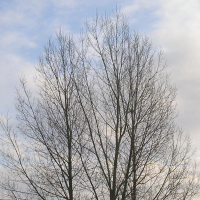
Image d'un arbre. En ne gardant que les 2 bits les moins significatifs de chaque composante de couleur, on obtient l'image suivante (après éclaircissement)

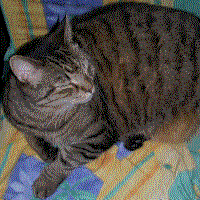
Image d'un chat extraite de l'image précédente.

Lorsque l'on veut cacher un message dans une image, on recherche comment la modifier de manière aussi discrète que possible afin d'y dissimuler l'information à transmettre. Une des techniques les plus connues pour réaliser ce stratagème est appelée LSB pour least significant bit. Elle consiste à modifier le bit de poids faible des pixels qui constituent l'image. Rappelons qu'une image numérique est un ensemble de points, que l'on appelle pixels, et dont on code la couleur, par exemple, à l'aide d'un triplet d'octets (RVB). Chaque octet indique l'intensité de la couleur correspondante --- rouge, vert ou bleu (Red Green Blue). Il y a en tout 256 teintes différentes.
Quand on modifie le bit de poids faible d'un octet, on passe d'une teinte n à une teinte immédiatement supérieure (n+1) ou inférieure (n-1). Il s'agit d'un changement de teinte qui n'est pas perceptible à l'œil nu.
En effet, un bleu très légèrement plus foncé ou très légèrement plus clair ressemble au bleu non modifié.

##### Exemple

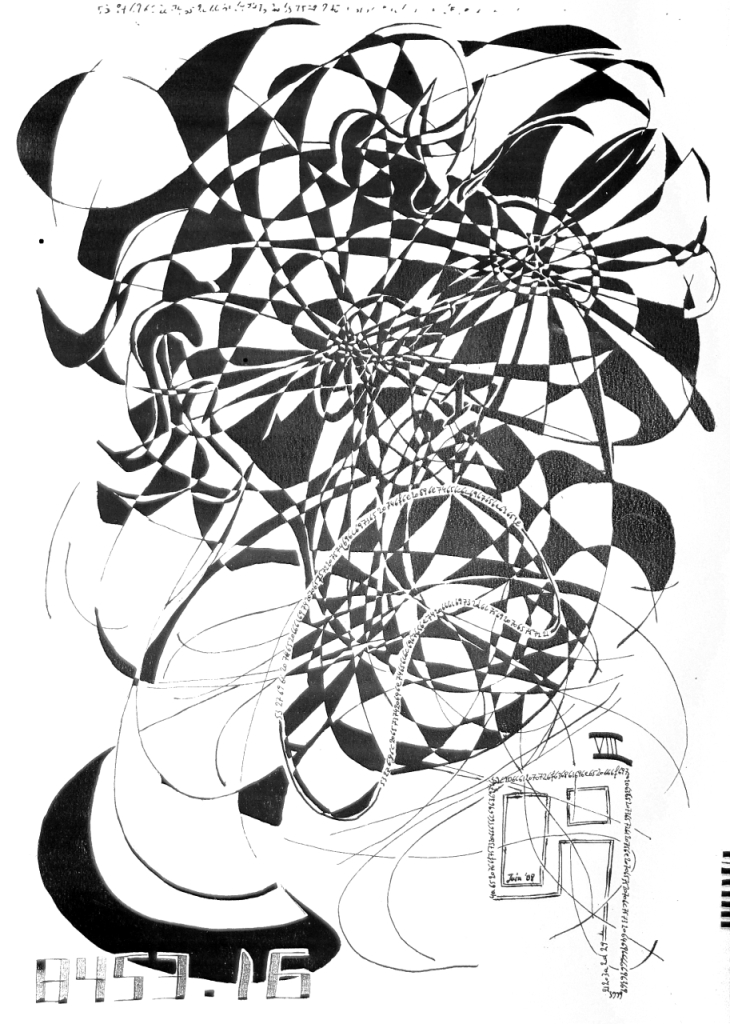
Steganart

Donnons un exemple, considérons l'image
| 000 000 000 | 000 000 001 |
| 001 000 001 | 111 111 111 |

Chaque entrée de ce tableau représente un pixel couleur, nous avons donc une toute petite image 2×2. Chaque triplet de bits (0 ou 1) code la quantité de l'une des trois couleurs primaires du pixel (une image couleur au format JPEG est constituée de groupes de 8 bits, appelés octets, mais on n'utilise ici que 3 bits pour clarifier l'exemple). Le bit le plus à droite de chaque triplet est le fameux bit de poids faible qu'on appelle LSB en anglais. Si on souhaite cacher le message 111 111 101 111, l'image est modifiée de la façon suivante : le bit de poids faible du ie octet est mis à la valeur du ie bit du message ; ici on obtient :
| 001 001 001 | 001 001 001 |
| 001 000 001 | 111 111 111 |

D'autres techniques similaires sont possibles. Par exemple, l'encodage du message peut être basé sur le mode de colorisation TSL (Teinte Saturation Lumière) plutôt que RVB (Red Green Blue / Rouge Vert Bleu). Mais toutes ces techniques ont l'inconvénient d'entrainer une déformation - voire une perte - des informations de l'image et sont facilement détectables soit par comparaison avec l'image originelle, soit par analyse linéaire simple (de la parité par exemple !).
Ces techniques de stéganographie très basiques s'appliquent tout particulièrement au format d'image BMP, format sans compression destructive, avec codage des pixels entrelacé sur 3 octets comme énoncé ci-dessus. Réciproquement, tout procédé de compression-décompression d'images avec pertes ou de redimensionnement de l'image est susceptible de détruire un message stéganographique codé de ces façons. On parle alors de stérilisation. Un pays totalitaire pourrait stériliser à tout hasard toute image BMP entrant ou sortant de son territoire, moyennant les ressources techniques nécessaires.

#### Manipulation de la palette de couleurs d'une image
Certains formats graphiques tels que GIF ou PNG permettent le stockage des couleurs de l'image par référence à une palette de couleurs insérée dans le même fichier.
Ainsi, au lieu de stocker bleu, blanc, rouge dans une image du drapeau français, on trouve dans un format de fichier la description de l'objet la suite couleur1, couleur2, couleur3 ainsi qu'une palette qui définit que couleur1 est le bleu, couleur2 le blanc et couleur3 le rouge.
La même image peut être stockée de la façon suivante : couleur2, couleur3, couleur1 avec une palette qui définit que couleur2 est le bleu, couleur3 est le blanc et couleur1 est le rouge.
Ces deux images sont visuellement identiques, mais leur stockage est différent. Pour une image contenant 256 couleurs uniques dans sa palette, on a factorielle 256 ({\displaystyle 256!}) façons de stocker cette image. En utilisant un code connu entre l'émetteur et le récepteur de l'image, on peut donc communiquer un message de petite taille ({\displaystyle log2(256!)}, soit un peu moins de 1 684 bits), caché dans la permutation des couleurs de la palette de l'image.

#### Message caché dans les images compressées
Le format JPEG est très répandu sur internet étant donné qu'il permet de compresser des images efficacement et donc de gagner en bande-passante. De ce fait, il est logique d'imaginer qu'une image compressée en JPEG peut servir de couverture pour un attaquant. Le principe de la compression JPEG consiste à effacer les hautes fréquences de l'image, c'est-à-dire, les parties bruitées de l'image qui sont les plus intéressantes à exploiter pour incruster un message. De ce fait, la capacité d'insertion dans une image JPEG est réduite par rapport à cette même image non compressée si on travaille dans le domaine spatial, c'est-à-dire le domaine naturel des images sous forme de grilles de pixels.
Néanmoins, plutôt que de cacher un message dans l'image directement, il paraît intéressant de le faire de façon encore plus discrète en le cachant dans les coefficients de cette image, c'est-à-dire en travaillant dans le domaine JPEG.
L'algorithme de compression JPEG commence par découper l'image en blocs de 8 fois 8 pixels. On calcule ensuite, pour chaque bloc, sa transformée en cosinus discrète (DCT). Cela permet en particulier de séparer les composantes de l'image les plus importantes de celles qui se voient le moins. On peut notamment retirer plus ou moins de détails suivant la place que l'on souhaite gagner (quantification). Après la quantification, on arrondit les coefficients quantifiés. Il y a donc deux grandes sources de pertes : l'étape de quantification et l'étape d'arrondi.
Une fois les coefficients JPEG obtenus, on peut les modifier de manière à communiquer de l'information. Pour pouvoir détecter ce message, il faudra que l'attaquant ait l'idée d'aller les inspecter à la place des pixels obtenus après décompression avec les coefficients trafiqués.
L'image décompressée est une image qui peut présenter quelques artéfacts, mais pour un adversaire, il est difficile de savoir si ceux-ci sont dus à de la stéganographie ou à des choix de compression.

#### Optimisation de l'emplacement du message caché dans une image
Quand on cherche à cacher subtilement un message dans une image, tous les emplacements possibles (pixels ou aux coefficients DCT) ne se valent pas. En pratique, il est courant de construire un coût de distorsion modélisant à quel point il est coûteux de modifier un emplacement donné du point de vue de l'acteur souhaitant cacher son message.
Le coût de distorsion le plus intuitif est celui qui impose un coût uniforme sur tous les emplacements possibles. Néanmoins, elle n'est pas la plus intéressante en pratique. Si on considère la méthode LSB, il paraît naturel de préférer modifier des pixels provenant de zone présentant beaucoup de textures (c.a.d. de détails) plutôt que de modifier des pixels dans des zones uniformes de l'image. Par exemple, changer un pixel placé au milieu d'un ciel parfaitement bleu se voit d'un coup d'œil. Il n'est pas donc pas adapté de travailler avec un coût de distorsion uniforme pour cette méthode.
Dans la littérature, beaucoup de chercheurs se sont penchés sur la recherche du meilleur coût de distorsion possible,,.

### Message transporté dans un texte

#### Modulation fine d'un texte écrit
Décaler une lettre de quelques pixels ne pose aucun problème sur une imprimante à laser et c'est pratiquement invisible à l'œil nu. En jouant sur les interlettrages d'un texte très long et à raison de deux valeurs d'espacement correspondant à 1 et 0, il est possible de transmettre un message sous forme papier, qui ne révélera son vrai sens qu’une fois analysé par un scanner ayant une bonne précision.
Historiquement, le procédé fut utilisé dès les années 1970 en utilisant non pas des imprimantes laser, mais des imprimantes à marguerite Diablo, qui permettaient de jouer sur l'espacement des caractères au 1/120e de pouce près.

#### Marquage de caractères
Une technique similaire — mais plus facilement détectable — consiste à marquer certains caractères d'un document. Des points peuvent par exemple être placés sous les lettres d'un texte afin de dissimuler un message. Étalées sur un texte de plusieurs pages, ces marques peuvent s'avérer relativement efficaces vis-à-vis d'un œil non-averti. Un ordinateur n'est pas indispensable à la mise en œuvre de cette technique.

#### Codage sous forme d'une apparence despam
N'importe quel texte de spam peut servir de base à de la stéganographie, sur la base d'un codage binaire simple de quasi synonymes. Par exemple pactole = 1, fortune = 0 ; richesse = 1, aisance = 0 ; succès = 1, réussite = 0 ; etc. Des sites du Web proposent à titre de curiosité ce genre de codage et de décodage. Des textes écrits en langue de bois ou en style administratif se prêtent particulièrement bien à l'exercice.

### Message transporté dans un son
| - Le mot "Wikipedia" est dessiné dans un logiciel dédié - L'image produite est ensuite convertie en fichier audio - Enfin, le fichier audio est analysé par un spectrogramme et révèle l'image initiale |

Dans les formats sonores, il existe à peu près les mêmes possibilités de cacher des messages que dans les images. Dans un fichier sonore au format MIDI, il n'existe pas de palette de couleurs mais bien différentes pistes qui peuvent être permutées.
Dans un fichier sonore avec compression sans perte, on peut cacher de l'information dans des variations imperceptibles du son, les bits faiblement significatifs. Toutefois, la baisse de qualité peut être davantage perceptible dans un fichier audio que sur une image.
Dans un fichier sonore avec compression avec perte, on peut cacher de l'information dans les choix de compression.
Il est possible de coder un message sous la forme d'une image et de convertir cette dernière en son. En analysant le son à l'aide d'un spectrogramme, le message peut être visualisé.
Certaines entreprises se servent de sons émis dans des fréquences inaudibles par l'oreille humaine (ultrasons) pour pister les utilisateurs de leurs produits. L'entreprise indienne Silverpush a ainsi mis en place un système où à chaque fois qu'une publicité de la marque était visualisée sur ordinateur, un ultrason était émis. Captés par une application sur le téléphone portable de l'internaute, ces sons permettent de retracer précisément les usages et les habitudes de cette personne sans qu'elle ne s'en rende compte. De manière plus générale, il est possible de transmettre des données (une image, un document, un fichier audio...) en les convertissant en un signal audio dans des fréquences inaudibles, et en les mélangeant à un fichier audio en apparence anodin (une chanson par exemple).

### Autres possibilités
Il est aussi possible de cacher des informations dans bien d'autres types de fichiers couramment échangés sur des réseaux telle la vidéo ou bien dans des textes (ce fut une des premières formes de la stéganographie) ou encore dans des zones d'un disque dur inutilisées par le système de fichiers.
Des informations peuvent aussi être cachées sur d'autres supports que des supports informatiques.
Outre de l'information, il est aussi possible de cacher des fichiers malveillants (virus, malwares) dans d'autres types de fichiers. Ainsi en 2019 sont apparus des virus cachés dans des fichiers audio de type .wav.

## Usage
La stéganographie est exploitable dans de nombreux domaines. Elle trouve ainsi comme application commerciale le watermarking (apposition de filigranes électroniques), technique permettant de « tatouer » un fichier électronique (pour y introduire notamment des informations utiles à la gestion des droits d'auteur). Dans ce contexte particulier, l'information n'est pas cachée à un adversaire comme en stéganographie étant donné que l'on souhaite précisément pouvoir la retrouver pour authentifier le fichier électronique.
Il ne faut pas confondre le watermarking, par essence invisible à l'œil nu, avec le fait que certains formats de fichiers offrent la possibilité d'inclure des méta-informations.
Si la cryptographie, qui permet de protéger la vie privée et l'activité industrielle sans cacher cette protection, est souvent maltraitée par les États totalitaires et les sociétés démocratiques à tendance sécuritaire, il n'en va pas nécessairement de même pour la stéganographie[réf. nécessaire], qui est pourtant une technique beaucoup mieux adaptée à une activité criminelle éventuelle.